# سيدريك بوزمان
سيدريك بوزمان (بالإنجليزية: Cedric Bozeman)‏ مواليد 7 مارس 1983 في لوس أنجلوس، هو لاعب كرة سلة أمريكي. بدأ مسيرته الاحترافية في سنة 2006. يلعب في دوري كرة السلة الياباني للمحترفين. يحمل الرقم 0. يبلغ طوله 6 قدم 6 بوصة (2.0 م).

## المسيرة الاحترافية
لعب مع أتلانتا هوكس في موسم 2006–2007، ثم لعب مع نادي أوستند لكرة السلة في سنة 2007، ثم لعب مع بكين دوكز في الدوري الصيني في موسم 2009–2010.

## روابط خارجية
- سيدريك بوزمان على موقع إن بي أي (الإنجليزية)
- سيدريك بوزمان على موقع سبورتس رفرنس (الإنجليزية)
- سيدريك بوزمان على موقع كرة السلة الأوروبية.كوم (الإنجليزية)
- سيدريك بوزمان على موقع كلية كرة السلة في سبورتس رفرنس.كوم (الإنجليزية)
- سيدريك بوزمان على موقع ريلجم (الإنجليزية)
- سيدريك بوزمان على موقع بروبوليرز (الإنجليزية)
- سيدريك بوزمان على موقع سبورتس رفرنس (الإنجليزية)